# Rio Culuene
Der Rio Culuene (auch Kuluene geschrieben) ist einer der beiden Quellflüsse des Rio Xingu im Bundesstaat Mato Grosso in Brasilien. Er entspringt etwa 250 km ostnordöstlich der Stadt Cuiabá und fließt in überwiegend nördlicher Richtung in den Parque Indígena do Xingu, wo er zusammen mit dem Rio Ronuro den Rio Xingu bildet. 
Am Rio Culuene und seinen Nebenflüssen lagen zahlreiche präkolumbische Siedlungen, und auch heute finden sich dort Dörfer der Xingu-Indianer.